# Elysius deleta
Elysius deleta là một loài bướm đêm thuộc phân họ Arctiinae, họ Erebidae.